# Kvemo Makvaneti
Kvemo Makvaneti (en georgiano: ქვემო მაკვანეთი) es un pueblo de Georgia ubicado en el oeste de la región de Guria, siendo parte del municipio de Ozurgueti. 

## Geografía
Kvemo Makvaneti se sitúa entre los ríos Achistskali y Bzhuzhi, 4 km al sur de Ozurgueti.

## Demografía
La evolución demográfica de Kvemo Makvaneti entre 2002 y 2014 fue la siguiente:
| 1002                                            | 797 |
| (Fuente: Population of Georgia in Soviet times) |     |

Según el censo de 2014, los georgianos constituían el 98,9% de la población, los rusos, el 0,75% y los armenios, el 0,25%.

## Economía
En Kvemo Makvaneti hay reservas de arcilla y minerales, además de tener un sector apícola bastante desarrollado. 

## Infraestructura

### Educación
Hay una escuela pública y una biblioteca en el pueblo.